# Aedes edgari
Aedes edgari är en tvåvingeart som beskrevs av Stone och Rosen 1952. Aedes edgari ingår i släktet Aedes och familjen stickmyggor. Inga underarter finns listade i Catalogue of Life.